# Hadesina limbaria
Hadesina limbaria är en fjärilsart som beskrevs av W. Warren 1900. Hadesina limbaria ingår i släktet Hadesina och familjen tandspinnare. Inga underarter finns listade i Catalogue of Life.